# 慕容契
慕容 契（ぼよう せつ、? - 516年）は、北魏の官僚。

## 経歴
慕容白曜の弟の子にあたる。太和初年、名家の子として抜擢されて中散となり、宰官に転じた。雍州刺史の南安王拓跋楨が勝手な収奪をおこなっているという噂があり、中散の閭文祖が長安に派遣されて監察することとなった。閭文祖は拓跋楨から賄賂を受け取って、拓跋楨の非行を隠して報告しなかった。その事が発覚すると、慕容契にもその罪が及んだ。慕容契は退官を求めたが、孝文帝が慰留して、宰官令に進んだ。宮中の厨宰をつかさどって知られた。また遷都後の洛陽の基盤整備や新野・南陽攻撃のための攻城具の準備などに参画した。太和末年、功績により太中大夫・光禄少卿・営州大中正に転じ、定陶男の爵位を受けた。504年（正始元年）、征虜将軍・営州刺史に任じられた。後に征虜将軍のまま、都督沃野薄骨律二鎮諸軍事・沃野鎮将に転じ、次いで都督禦夷懐荒二鎮諸軍事・平城鎮将となった。さらに都督朔州沃野懐朔武川三鎮三道諸軍事・後将軍・朔州刺史に転じた。516年（熙平元年）、死去した。鎮北将軍・并州刺史の位を追贈された。諡は克といった。
長男の慕容昇は、字を僧度といい、建興郡太守から鎮遠将軍・沃野鎮将に転じ、征虜将軍に進んだ。

## 伝記資料
- 『魏書』巻50 列伝第38
- 『北史』巻25 列伝第13